# Francesco Nerli
Francesco Nerli, o Jovem (Roma, 12 ou 13 de junho de 1636 - Roma, 8 de abril de 1708) foi um cardeal italiano e cardeal secretário de Estado.

## Vida
Nascido em Roma, teve uma rápida carreira eclesiástica, facilitada por seu parente, ex-arcebispo de Florença e cardeal, Francesco Nerli sênior, cujos passos ele seguiu.
Foi eleito Arcebispo titular de Adrianópolis de Hemimonto em 16 de junho de 1670 e em 27 de junho foi nomeado Núncio Apostólico na Polônia.
Foi consagrado bispo em 6 de julho do mesmo ano em Roma.
Foi eleito Arcebispo de Florença em 22 de dezembro de 1671, mas sua atividade na diocese foi muito limitada devido aos compromissos que o Papa lhe confiou. Poucos meses depois de sua nomeação, de fato, ele foi enviado pelo Papa Clemente X como núncio a Viena e depois, em 1673, a Paris. Aqui ele supervisionou às suas próprias custas a reimpressão do Breviarium Romanum ad usum cleri Basilicae Vaticanae, em uma das edições mais honrosas.
Foi criado cardeal no consistório de 12 de junho de 1673 e em 25 de setembro do mesmo ano recebeu o título de San Matteo in Merulana.
Ele ocupou o cargo de Cardeal Secretário de Estado de agosto de 1673 até 22 de julho de 1676. No entanto, ele permaneceu como arcebispo em Florença e retornou à diocese em 1674, celebrando o primeiro de três sínodos (os outros dois em 1678 e 1681). Ele mandou restaurar o Palácio do Arcebispo. Ele renunciou definitivamente à sé em 31 de dezembro de 1682. Foi Camerlengo do Sagrado Colégio por um ano, a partir de janeiro de 1684. Em 1º de outubro de 1685 foi eleito arcebispo, título pessoal, de Assis e ocupou a diocese até novembro de 1689, quando renunciou. Nomeado arcipreste da Basílica do Vaticano em 1704, em 17 de novembro daquele ano optou pelo título de San Lorenzo in Lucina.
Ele morreu de um derrame e foi enterrado na igreja de San Matteo, em Roma.

## Link Externo
- Fiche du cardinal sur le site fiu.edu